# Okulice (Petite-Pologne)
Pour les articles homonymes, voir Okulice.
Okulice est une localité polonaise de la gmina de Rzezawa, située dans le powiat de Bochnia en voïvodie de Petite-Pologne.